# 조슈아 에이브러햄 노턴
조슈아 에이브러햄 노턴(영어: Joshua Abraham Norton, 1818년 2월 4일 ~ 1880년 1월 8일)은 미국 샌프란시스코에 거주하던 기인으로, 1859년부터 1880년까지 자칭 "미국의 황제이자 멕시코의 보호자"였다.

## 생애
런던에서 태어난 노턴은 남아프리카에서 어린 시절을 보냈다. 그는 1849년에 아버지로부터 4만달러의 유산을 상속받은 후 샌프란시스코로 이민을 왔다. 노턴은 처음에 사업을 했지만, 중국 청나라산 쌀에 투자했다가 페루산 쌀이 들어오는 바람에 쌀값이 폭락해서 손해를 크게 보았다. 그는 쌀에 관한 계약을 무효로 만들려고 노력했으나 소송에서 패한 후에 노턴은 샌프란시스코를 떠났다. 그는 몇 년이 흐른 뒤에 돌아왔고, 정신적으로 불안정한 상태에서 자신이 미국의 황제라고 주장하였다. 이 과정에서 어떤 군인에게 낡은 미 육군 대령 제복을 받았는데 그걸 미국 황제의 예복이라 하며 입고 다녔다.
그는 미친 사람으로 여겨지거나 아니면 최소한 굉장히 별난 사람으로 취급받았고, 샌프란시스코의 시민들은 그의 제왕다운 모습과 선언에 환호했으며, 굉장히 유명한 그의 "명령"은 군대의 힘으로 미국의회를 해산하라는 것과 여러 번 샌프란시스코 베이를 가로지르는 터널과 다리를 건설하라고 지시한 것이다.(그가 죽은 후 오랜 시간이 지나 샌프란시스코-오클랜드 베이 다리와 트랜스베이 터널이 건설되었다.) 1880년 1월 8일에 노턴은 길가 모퉁이에서 쓰러졌고, 의료치료를 받기 전에 사망하였다. 다음날 3만명에 가까운 사람들이 샌프란시스코 거리를 가득 메우고 노턴에게 조의를 표했다. 노턴의 이야기는 작가 마크 트웨인, 로버트 루이스 스티븐슨, 크리스토퍼 무어, 닐 게이먼등이 작품에 활용하였다.
그는 이민자로 아무런 정치적 권한도, 재산도 없이, 유일한 신하인 애완견과 같이 나폴레옹 보나파르트와 빅토리아 여왕의 초상화가 걸려있는 싸구려 하숙집에서 살았다. 당대 사람들에게 널리 알려졌는데, 신문에서도 그를 '황제 폐하(His Imperial Majesty)'로 불렀으며, 사람들도 그에게 일정량의 세금을 징수해서 갖다 바치고 일종의 소액 상품권을 현금으로 쓰게 해서, 생활에 지장이 없도록 했다. 사람들이 스스로 징수해서 노턴 1세에게 갖다 바친 세금은 일반상점은 상점 한곳당 1주일에 25센트, 은행은 은행 한 지점당 1주일에 3달러였다. 또한 이와는 별개로 각 식당과 극장에서는 아예 노턴 1세 전용석을 만들어주고 오직 노턴 1세만 앉을 수 있게 해준 후 음식값과 극장 관람료 등은 아무리 비싼 메뉴를 시켜도 공짜로 처리해줬다.
비록 스스로 황제라면서 뭔가 나사가 빠진듯한 행보를 보이긴 했으나 인종차별에 반대하며 흑인 노예를 가혹하게 대하는 주인에게도 그 흑인도 자신의 백성이기 때문에 함부로 핍박하지 말라고 훈계한다든가 중국인들을 추방하려는 무리들 앞에 나타나 그걸 못하게 막으면서 주기도문을 외치며 기도하는 등 모든 인종에 대해 평등한 대우를 하려는 노력을 했다. 이 때문에 사람들은 이런 노턴 1세를 황제로 옹립하고 떠받들어주는 척하면서 즐기는 일명 황제놀이에 심취하게 되었다.
노턴 1세가 이렇게 유명해지자 노턴 1세 사후에도 자칭 노턴 2세, 노턴 3세라 하는 자들이 생겨났다.

## 일화
- 한번은 원칙을 고집하는 젊은 순경이 그를 체포했는데 전 시민이 분노를 터뜨렸다. 이에 경찰서장은 그의 직권으로 황제를 석방하면서 엎드려 사과했다. 시의회에서는 사절을 파견하여 황제를 알현했으며 이에 황제는 이 일을 잊어버리기로 자비롭게 동의했다.
- 1861년 남북 전쟁이 터지자 그는 깊은 우려를 표명하며 사태를 중재하기 위해 링컨대통령과 남부연방의 대통령 제퍼슨 데이비스를 샌프란시스코로 소환했다. 그러나 두 사람이 다 출두하지 않자 그는 적대행위를 중단하고 제국의 결정에 따르도록 명령했다.
- 센트럴퍼시픽 철도회사가 황제가 식당차에서 무료로 식사하는걸 거절하자 그는 영업정지를 선고했다. 철도회사가 공개적으로 백배사죄하고 그에게 종신 무료 통행증인 황금빛 패스를 내주자 노여움을 풀었다
- 그의 사망을 보도한 신문기사는 그를 이렇게 평가하였다. "노턴 황제는 아무도 죽이지 않았고, 아무도 수탈하지 않았으며, 그 어느 나라도 약탈하지 않았다."

## 참고 문헌
- Barker, Malcolm, E.; Jump, Edward (2001년 1월). 《Bummer & Lazarus: San Francisco's Famous Dogs : Revised With New Stories, New Photographs, and New Introduction》. San Francisco: Londonborn Publications. ISBN 0-930235-07-X.
- Caufield, Catherine (1981). 《The Emperor of the United States and other magnificent British eccentrics》. Routledge and Kegan Paul. 150–152쪽. ISBN 0-7100-0957-7.
- Cech, John (1997). 《A rush of dreamers : being the remarkable story of Norton I, Emperor of the United States and Protector of Mexico》. New York: Marlowe. ISBN 1-56924-775-7.
- Cowan, Robert Ernest. "Norton I, Emperor of the United States and Protector of Mexico (Joshua A. Norton, 1819-1880)" in Quarterly of the California Historical Society. San Francisco: California Historical Society, October 1923.
- Cowan, Robert E., et al. The Forgotten Characters of Old San Francisco. Los Angeles: The Ward Ritchie Press, 1964.
- Dressler, Albert (1927). 《Emperor Norton, life and experiences of a notable character in San Francisco, 1849-1880》. San Francisco: A. Dressler. LC CT275.N75 D7.
- Drury, William (1986). 《Norton I, Emperor of the United States》. New York: Dodd, Mead & Company, Inc. ISBN 0-396-08509-1.
- Kramer, William M. (1974). 《Emperor Norton of San Francisco : a look at the life and death and strange burials of the most famous eccentric of gold rush California》. Santa Monica, California: Norton B. Stern. ASIN B0006CF3KO.
- Lane, Allen Stanley (1939). 《Emperor Norton, Mad Monarch of America》. Caldwell, Idaho: The Caxton printers, Ltd. ASIN B00086ATPC.
- Ryder, David Warren (1939). 《San Francisco's Emperor Norton》. San Francisco: Alex. Dulfer Printing and Lithographing Co. LC CT275.N75 R9.